# Zsa Zsa Gabor
Sári Gábor (Budapest, 6 de febrero de 1917-Los Ángeles, 18 de diciembre de 2016), más conocida como Zsa Zsa Gabor, fue una actriz húngara-estadounidense. Tuvo varios papeles en conocidas películas de Hollywood, obras de Broadway y tuvo también un fuerte auge en la televisión.
Comenzó su carrera en los escenarios de Viena y fue coronada Miss Hungría en 1936. Emigró a Estados Unidos en 1941 y se convirtió en una actriz codiciada por su «instinto y estilo europeo». Su primer papel en el cine fue como actriz de reparto en Lovely to Look At. Más tarde actuó en la comedia We're Not Married! junto a Marilyn Monroe, en la obra maestra Touch of Evil de Orson Welles, y realizó uno de sus pocos papeles protagónicos en Moulin Rouge (1952), dirigida por John Huston, quien la describió como una actriz de gran mérito. Además de sus películas y apariciones en televisión, era conocida por su serie de nueve matrimonios, incluyendo el magnate hotelero Conrad Hilton y el actor británico de origen ruso George Sanders.

## Biografía
Sus padres fueron Vilmos Gábor (1884–1962), militar, y Janka (Jolie) Tilleman (1896–1997), joyera y mánager de artistas; su abuela Francesca Kende era propietaria de una joyería. Zsa Zsa Gabor era la segunda de tres hermanos: Magda (1915–1997), Zsa Zsa y Eva (1919–1995), quien también fue medianamente famosa como actriz. Mujeres de gran belleza, las tres hermanas se movieron en el ambiente refinado de la alta sociedad estadounidense desde que abandonaron su Hungría natal.
Zsa Zsa Gábor apareció en más de 30 películas y en populares series y shows de televisión, pero fueron su marcado acento húngaro, su carácter ocurrente y sus numerosos matrimonios, las razones por las que se mantuvo durante décadas como una personalidad célebre en Hollywood.

### Miss Hungría
Al igual que sus hermanos, Zsa Zsa fue introducida por su madre en el mundo de los espectáculos de varietés; debutó en el club Femina de Viena y en 1936 ganó el concurso de Miss Hungría. Ese mismo año, durante otra de sus estancias en la capital austríaca, el popular tenor Richard Tauber le dio un papel (como soprano soubrette) en una opereta.
En 1941 Zsa Zsa se mudó a Hollywood en busca de un futuro mejor, lejos de la Segunda Guerra Mundial que azotaba Europa. Le precedía con éxito su hermana Eva, quien había obtenido un papel en la película Forced Landing. La guerra tocó de cerca a las hermanas Gábor: sus abuelos maternos murieron en un bombardeo en Budapest en 1944, mientras que su madre consiguió huir a Estados Unidos gracias a la ayuda de un amigo de Magda, que era embajador de Portugal.

### Años 1950
El debut de Zsa Zsa en el cine no fue inmediato; se produjo diez años después de su llegada a América. Antes de conseguir papeles destacados en la gran pantalla, hizo apariciones en programas de radio y televisión en compañía de sus hermanas, Eva y Magda. Las tres hermanas Gábor y su madre se hicieron habituales en los ecos de sociedad, pues acudían juntas a fiestas haciendo gala de su indudable belleza y chispeante carácter, al que contribuía su acento húngaro.

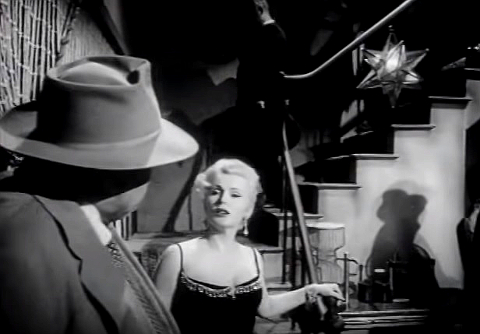
Zsa Zsa Gábor, con Orson Welles, en una escena de la película Touch of Evil (Sed de mal), 1958.

El apogeo de Zsa Zsa en el cine fue durante la década de 1950. Debutó de la mano del conocido director Mervyn LeRoy en Lovely to Look At (1952), adaptación de la obra Roberta, un musical de Broadway. Participó después en películas como We're Not Married! (No estamos casados) junto a Ginger Rogers y Marilyn Monroe, en The Story of Three Loves de Vincente Minnelli y en El rey del circo junto a Jerry Lewis y Dean Martin. En 1953, rodó en Europa otra comedia, El enemigo público número 1, protagonizada por el cómico Fernandel.
Seguramente su papel de mayor relevancia (como coprotagonista) fue junto a José Ferrer en el filme Moulin Rouge (1952) de John Huston, biopic sobre el pintor Toulouse-Lautrec donde encarnó a la cantante Jane Avril, amiga y musa del pintor. El mismo Huston llegaría a afirmar que Zsa Zsa era «como actriz, digna de crédito».
Zsa Zsa sumó a su historial cinematográfico otros dos títulos ahora legendarios: Lili (1953), película musical protagonizada por Leslie Caron, y la obra maestra de Orson Welles Touch of Evil (Sed de mal, 1958), con un brillante reparto encabezado por Charlton Heston, Janet Leigh y Marlene Dietrich.
Zsa Zsa llegó a trabajar en el cine hispano: encarnó a una española (Marilena) en la coproducción franco-española Sangre y luces (1954), junto a Manuel Zarzo y el cantante José Guardiola; esta película se presentó en el Festival de Cannes.
También aceptó trabajos en producciones de serie B, eminentemente comerciales: rodó la película de ciencia ficción Queen of Outer Space (La reina del espacio exterior, 1958); y en el filme The Girl in the Kremlin (1957) se codeó con Lex Barker, galán famoso por sus películas de Tarzán y que es ahora recordado en España por su matrimonio con Carmen Cervera.

### Desde los años 1960
A partir de los años 60 su trabajo se centró en espectáculos y series de televisión; colaboró con el humorista y presentador Bob Hope y tuvo papeles de estrella invitada en múltiples series de varias décadas como Batman, Bonanza, Vacaciones en el mar, El príncipe de Bel Air... También grabó una versión televisiva de Ninotchka (obviamente inferior al clásico del cine protagonizado por Greta Garbo) y en 1972 encarnó a la bailarina y espía Mata Hari en la película de humor Up The Front.
Dotada de gran sentido del humor, en su madurez llegó a parodiarse a sí misma en breves papeles en Pesadilla en Elm Street 3 (1987) y Agárralo como puedas 2 1/2 (1991).

### Nueve maridos

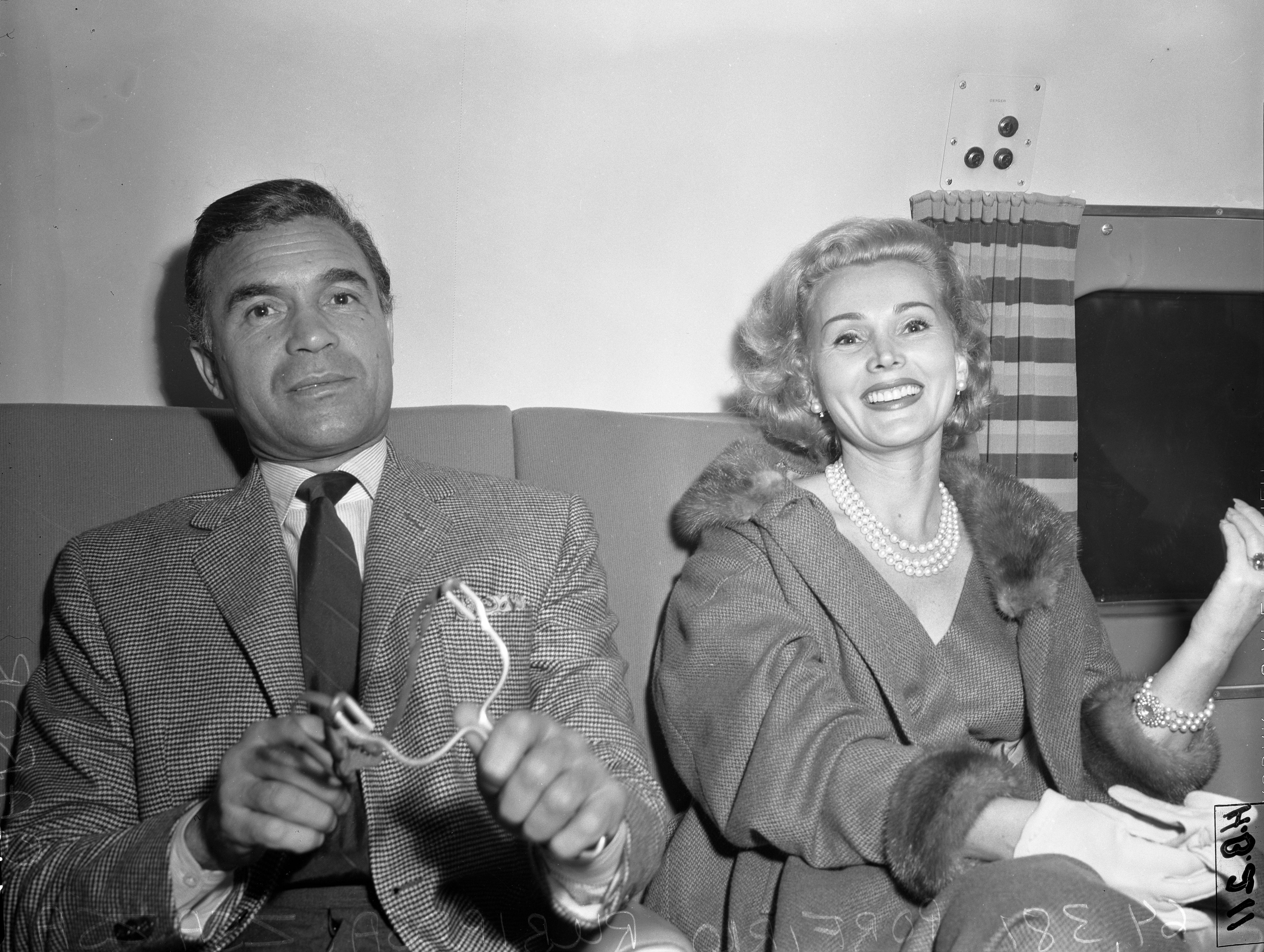
Zsa Zsa y el playboy Porfirio Rubirosa. 1954.

Etiquetada como una socialité (celebridad) de la jet set hollywoodiense, lo que en cierta manera eclipsó su carrera como actriz, Zsa Zsa Gábor sumó nueve matrimonios, alcanzando en tales lides una gran experiencia y superando el récord de bodas de Elizabeth Taylor (casada ocho veces). Se casó por primera vez a los veinte años de edad (con un ministro turco) y entre sus restantes maridos se contaron el magnate hotelero Conrad Hilton (con quien tuvo su única hija, Francesca) y el actor George Sanders, de quien se divorció y que mucho después se casaría con su hermana Magda.
Cronológicamente, sus maridos fueron:
- Burhan Asaf Belge (1937 – 1941; divorciados)
- Conrad Hilton (10 de abril de 1942 – 1947; divorciados)
- George Sanders (2 de abril de 1949 – 2 de abril de 1954; divorciados)
- Herbert Hutner (5 de noviembre de 1962 – 3 de marzo de 1966; divorciados)
- Joshua S. Cosden, Jr. (9 de marzo de 1966 – 18 de octubre de 1967, divorciados)
- Jack Ryan (21 de enero de 1975 – 24 de agosto de 1976, divorciados)
- Michael O'Hara (27 de agosto de 1976 – 1983; divorciados)
- Felipe de Alba (13 de abril de 1983 – 14 de abril de 1983; anulado)
- Frédéric Prinz von Anhalt (14 de agosto de 1986 – hasta fallecimiento)

Hablando de sus sonados (y lucrativos) matrimonios y divorcios, Zsa Zsa dijo célebres frases como:
- «Debo de ser una buena ama de casa, porque cuando me divorcio, siempre me quedo con la casa».
- «Creo en la familia numerosa; toda mujer debería tener como mínimo tres maridos».
- «Cuando observo a una mujer, no me fijo en su vestido o en su elegancia, sino en su marido».
- «Los maridos son como las fogatas. Se apagan si se les desatiende».
- «Ser macho no prueba mucho».
- «Nunca odié lo suficiente a un hombre como para devolverle sus diamantes».[3]

Su último matrimonio y el más duradero, hasta su fallecimiento, la emparentó en 1986 (de manera discutible) con la nobleza europea: se casó con el alemán Frédéric Prinz von Anhalt, de quien muchos afirmaban que ostentaba un título aristocrático sin validez legal en su país. Entre los romances de Zsa Zsa que no culminaron en boda se recuerda el que mantuvo con el "playboy" dominicano Porfirio Rubirosa, y se habla de aventuras más fugaces con el viejo político turco Ataturk  (cuando ella tenía 18 años) y con el dictador dominicano Rafael Leónidas Trujillo.
Zsa Zsa Gabor era famosa por su agudo ingenio, su predilección por las joyas y su peculiar acento, razones por las que mantuvo gran notoriedad, al margen de su irregular carrera. Alcanzó resonancia mundial en 1989 el incidente que protagonizó cuando abofeteó a un policía que la había detenido por una infracción de tráfico; ella conducía su coche Rolls Royce con la documentación caducada y en presumible estado de embriaguez. Por dicha agresión al agente, la actriz pasó tres días en una celda y tuvo que cumplir 120 horas de trabajo comunitario en un albergue de mujeres. La misma Zsa Zsa parodió en tres oportunidades dicha reyerta, en un episodio de la telecomedia El príncipe de Bel Air y en las películas The Beverly Hillbillies y The Naked Gun 2½

### 2002–2016: problemas de salud
De inusual longevidad (casi llegó a cumplir 100 años de edad), su buena salud empezó a quebrarse en 2002, al sufrir un accidente de automóvil por el que estuvo hospitalizada durante varias semanas. En 2005, sufrió una trombosis y quedó parcialmente inválida, teniendo que desplazarse en silla de ruedas; se sometió a una operación para eliminar una obstrucción arterial. En 2007 tuvo cirugía relacionada con su operación anterior y después fue sometida a una cirugía para tratar una infección. En julio de 2010, sufrió una caída en su casa y tuvo que someterse a una operación de cadera; dejó el hospital el 16 de agosto de dicho año. Pero pocos meses después, el 14 de enero de 2011, cirujanos en Estados Unidos amputaron tres cuartas partes de su pierna derecha a la altura de la rodilla a causa de una gangrena.
El 18 de mayo de ese mismo año fue ingresada en un hospital de Los Ángeles para ser intervenida de urgencia a causa de una hemorragia digestiva derivada de una mala colocación de la sonda gástrica que la alimentaba. A consecuencia de esto, la actriz cayó en un coma del que salió cinco días después.
El 6 de diciembre de 2012, Gabor fue ingresada de urgencia en el Hospital de la Universidad de California a causa de una grave infección producida por el tubo de alimentación que le colocaron en el estómago.
En diciembre de 2014 se dio la noticia de que estaba conectada a una máquina que le permitía seguir con vida, alimentada por una sonda nasogástrica, aunque perdiendo el conocimiento por momentos.

### Notoriedad
En 1988, Erasure incluyó en su sencillo A Little Respect una canción llamada "Like Zsa Zsa Zsa Gabor".

### Fallecimiento
Gabor falleció debido a un ataque cardíaco en la Ronald Reagan UCLA Medical center el 18 de diciembre de 2016. Había estado en soporte vital durante sus últimos cinco años.
Su funeral se llevó a cabo el 30 de diciembre en la iglesia del Buen Pastor en Beverly Hills mientras que sus restos fueron cremados y colocados en una caja rectangular de oro para luego ser sepultada en el cementerio Westwood Village Memorial Park. A mediados de julio de 2021, su último esposo, Prinz Von Anhalt trasladó sus restos al cementerio Kerepesi en Budapest para cumplir su deseo de regresar a su natal Hungría.

## Filmografía

### Cine
- Lovely to Look At (1952)
- We're Not Married (1952)
- Moulin Rouge (1952)
- The Million Dollar Nickel (1952)
- The Story of Three Loves (1953)
- Lili (1953)

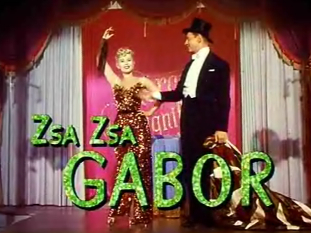
Zsa Zsa, en el tráiler de la película Lili.

- El enemigo público número 1 (1953)
- Sangre y luces (1954)
- Ball der Nationen (1954)
- El rey del circo (1954)
- Death of a Scoundrel (1956)
- The Girl in the Kremlin (1957)
- The Man Who Wouldn't Talk (1958)
- Country Music Holiday (1958)
- Touch of Evil (1958)
- Queen of Outer Space (1958)
- For the First Time (1959)
- La contessa azzurra (1960)
- Pepe (1960)
- Lykke og krone (1962)
- The Road to Hong Kong (1962)
- Boys' Night Out (1962)
- Picture Mommy Dead]] (1966)
- Drop Dead Darling (1966)
- Jack of Diamonds (1967)
- Up the Front (1972)
- Won Ton Ton, the Dog Who Saved Hollywood (1976)
- Every Girl Should Have One (1978)
- Frankenstein's Great Aunt Tillie (1984)
- Charlie Barnett's Terms of Enrollment (1986)
- Smart Alec (1986)
- A Nightmare on Elm Street 3: Dream Warriors (1987)
- Johann Strauß: Der König ohne Krone (1987)
- The People vs. Zsa Zsa Gabor (1991)
- The Naked Gun 2½: The Smell of Fear (1991)
- The Naked Truth (1992)
- Est & Ouest: Les paradis perdus (1993)
- Happily Ever After (1993)
- The Beverly Hillbillies (1993)
- A Very Brady Sequel (1996)

### Televisión
- Jukebox Jury (1953)
- The Red Skelton Show (1955)
- Climax! (1955)... Princesa Stephania
- The Milton Berle Show (1956)
- Sneak Preview (1956)
- The Ford Television Theatre (1956)... Dara Szabo
- The Ford Show, Starring Tennessee Ernie Ford (1956)... Ella misma
- General Electric Theater (1956–1961)... Gloria
- Matinee Theatre (1956–1958)... Eugenia
- The Life of Riley (1957)... Gigi
- What's My Line? (18 de agosto de 1957)... Ella misma
- Playhouse 90 (1957)... Erika Segnitz, Marta Lorenz
- The Pat Boone Chevy Showroom... Ella misma
- Shower of Stars (1958)
- Lux Playhouse (1959)... Helen
- Queen of Outer Space (1959)
- Ninotchka (1960)
- Make Room for Daddy (1960)... Lisa Laslow
- Mr. Ed (1962)... Ella misma
- The Dick Powell Show (1963)
- Burke's Law (1963–1964)... Anna
- Bob Hope Presents the Chrysler Theatre (1965)
- Gilligan's Island (1965)... Erika Tiffany Smith
- Alice in Wonderland (también conocida como What's a Nice Kid Like You Doing in a Place Like This?) (1966)... La Reina de Corazones (voz)
- The Rounders (1966)
- F Troop (1966)... Marika
- Bonanza (1967)... Madame Marova
- My Three Sons (1968)
- Rowan and Martin's Laugh In (1968)... Ella misma
- The Name of the Game (1968)... Mira Retzyk
- Batman (1968)... Minerva
- Bracken's World (1969)
- Mooch Goes to Hollywood (1971)
- Night Gallery (1971)... Mrs. Moore
- Let's Make a Deal (1976)
- 3 Girls 3 (1977)
- The Love Boat (1980)... Annette
- Hollywood, ich komme (1980)
- The Facts of Life (1981)
- As the World Turns (1981)... Lydia Marlowe
- Houston (1983)
- California Girls (1985)
- Charlie Barnett's Terms of Enrollment (1986)
- Pee-wee's Playhouse Christmas Special (1988)
- It's Garry Shandling's Show as goddess of commitment (1989)
- The Munsters Today (1989)
- City (1990)... Babette Croquette
- The Fresh Prince of Bel-Air (1991)... Sonya Lamor
- Late Show with David Letterman (1994)

## Aparición en el arte
- En la canción de Joaquín Sabina "Muro de Berlín", es citada "...Ayer Lenin y Zsa Zsa Gabor, se casaban en New York..."

- En la canción "Day in day out" de la banda The Four Seasons del álbum On stage with The Four Seasons se hace mención solo a su nombre "...Zsa Zsa Gabor..."